# NGC 3548
NGC 3548  (NGC 3540) je lećasta galaktika u zviježđu Velikom medvjedu. Naknadno je utvrđeno da je NGC 3540 isti objekt.

## Vanjske poveznice
- (eng.) SEDS: NGC 3548
- (eng.) Revidirani Novi opći katalog
- (eng.) Izvangalaktička baza podataka NASA-e i IPAC-a
- (eng.) Astronomska baza podataka SIMBAD
- (eng.) VizieR